# Dover House
Dover House est un manoir classé de Whitehall, à Londres, abritant le siège du Scotland Office.
Le bâtiment abrite également le Bureau de l'Avocat Général pour l'Ecosse et la Commission Indépendante pour l'Impact de l'Aide.

## Histoire
Dover House a été conçue dans les années 1750 en style néo-classique. 
Elle a été la maison d'un ambassadeur français et de Lady Caroline Lamb, avec qui le poète Romantique Lord Byron a eu une liaison. Sa caractéristique la plus notable est le hall d'entrée sous la forme d'une rotonde, qui est une entrée unique pour un manoir de Londres.

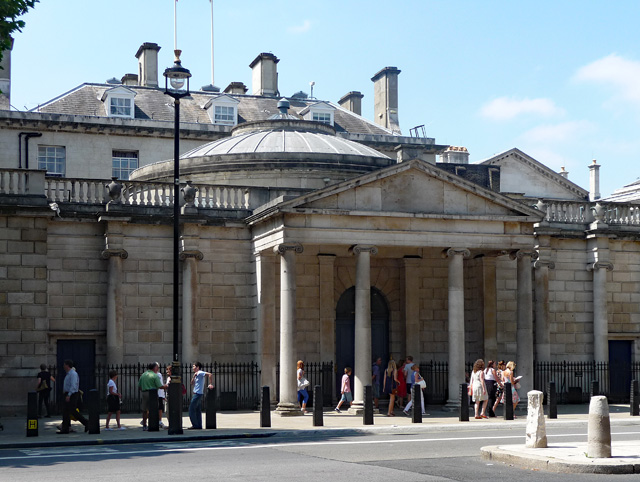
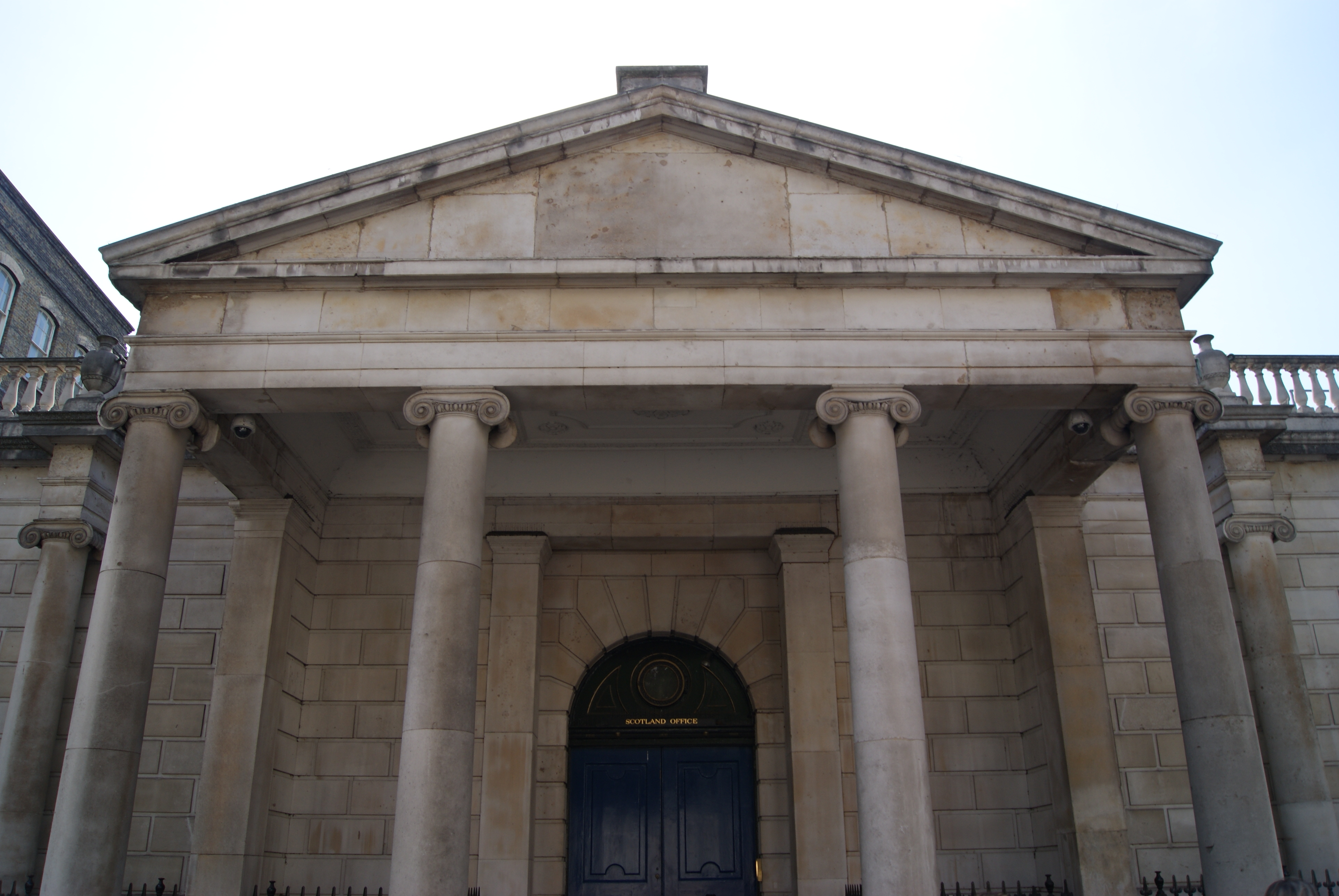
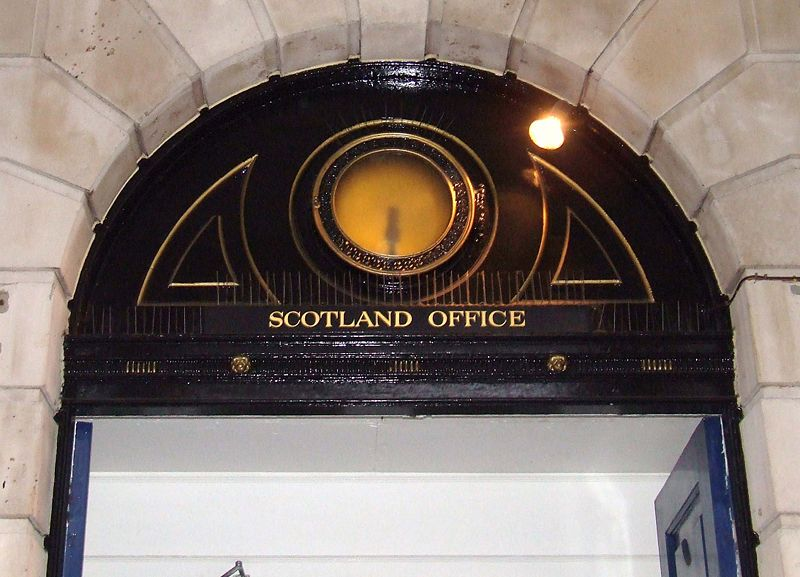

Au sein de la collection de peinture se trouvait le tableau de Gilbert Stuart Newton, La Querelle de l'Amant qui avait été gravée dans The Literary Souvenir en 1826 avec une histoire non signée, attribuée plus tard attribuée à Maria Jane Jewishbury. Il fut vendu chez Christie's le 6 mai 1893. 

## Usage gouvernemental

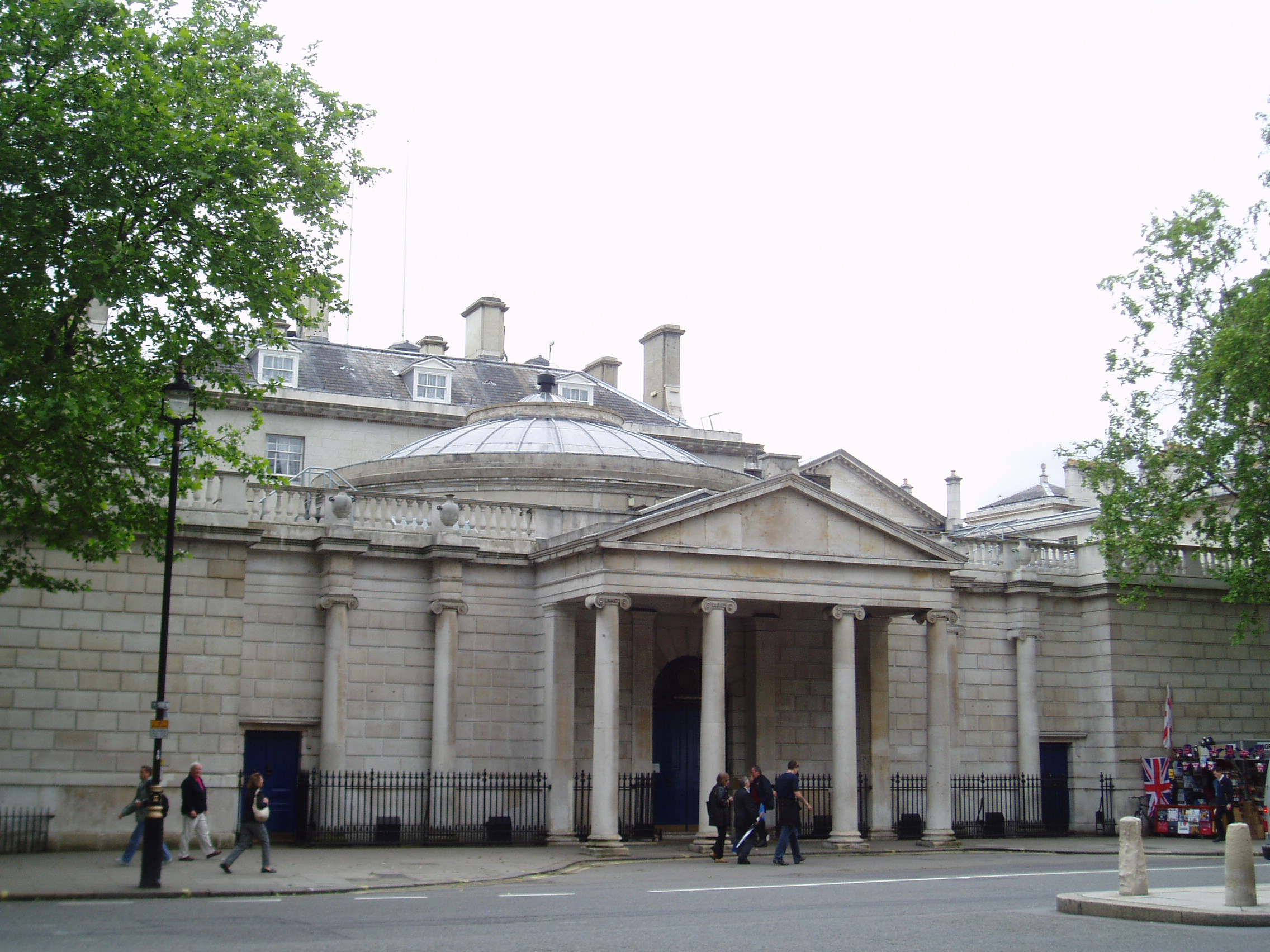
Façade de Dover House.

Les héritiers Agar-Ellis ont eu la propriété de Dover House de 1830 à 1885, lorsque la bâtisse est devenue le Scottish Office, le gouvernement du Royaume-Uni responsable pour les affaires Écossaises.
Bien que principalement utilisé pour le Scottish Office, ce bâtiment a été utilisé par le Colonial Office pendant plusieurs années à partir de 1941. En 1946, le Glasgow Herald a spéculé que "Il ne faudra pas longtemps avant que le bâtiment soit démoli et que de nouveaux bureaux du Gouvernement s'élèvent sur le site". Il était encore utilisé par le Colonial Office lorsque des terroristes Sionistes y ont posé une bombe en avril 1947.
Quand l'Ecosse a acquis une dévolution au Parlement, les responsabilités du Scottish Office ont été réduites et, en 1999, il a été rebaptisé le Scotland Office, conservant Dover House comme son siège londonien. The Scotland Office dispose également d'un siège Écossais, sur Melville Crescent - dans la New Town d'Edimbourg.

La Commission Indépendante pour l'Impact de l'Aide est également basé à Dover House
|  |

.